# Krogh-Johanssenberga
Krogh-Johanssenberga är ett berg i Antarktis. Det ligger i Östantarktis. Norge gör anspråk på området. Toppen på Krogh-Johanssenberga är 1 616 meter över havet.
Terrängen runt Krogh-Johanssenberga är platt åt nordväst, men åt sydost är den kuperad. Trakten är obefolkad. Det finns inga samhällen i närheten. 